# معهد روزفلت للدراسات الأمريكية

معهد روزفلت للدراسات الأمريكية (بالإنجليزية: Roosevelt Institute for American Studies) هو معهد بحث، ومدرسة للدراسات العليا، ومركز مؤتمرات، ومكتبة لدراسة تاريخ الولايات المتحدة والعلاقات عبر الأطلسي في العصر الحديث، ويقع في أرشيف زيلند، في ميديلبورخ، هولندا. حتى عام 2017، كان يُعرف باسم مركز روزفلت للدراسات. سُمي المعهد على اسم ثلاثة أميركيين مشهورين هاجر أسلافهم من زيلند بهولندا إلى الولايات المتحدة في القرن السابع عشر: الرئيس ثيودور روزفلت (1858–1919)، الرئيس فرانكلين روزفلت (1882–1945) و إليانور روزفلت (1884–1962).

## وصلات خارجية
- موقع معهد روزفلت للدراسات الأمريكية
- موقع جوائز الحرية الأربعة